# Mi niña mujer
Mi niña mujer è un singolo dei Los Ángeles Azules, il secondo estratto dal album in studio De Plaza en Plaza, pubblicato il 5 agosto 2016.
Il singolo ha visto la collaborazione del gruppo musicale statunitense Ha*Ash.
Il brano in versione non dal vivo era già uscito come singolo dei Los Ángelez Azules, Mi niña mujer, nel 1996.

## La canzone
La traccia, segna la prima collaborazione tra artisti. È stata scritta da Jorge Mejía Avante.

## Video musicale
Il videoclip è stato girato nel 2016 nello Convento San Miguel Arcángel, Maní, Yucatán. È stato pubblicato su Vevo il 6 agosto 2016. Il video ha ottenuto la certificazione Vevo per le oltre 100 milioni di visualizzazioni. Il video ha raggiunto 225 milioni di visualizzazioni su Vevo.

## Esibizioni dal vivo
Nel 2016 Los Ángelez Azules e Ha*Ash si sono esibiti insieme al Los 40 Principales il ottobre 2016.

## Classifiche
| Classifica (2016)                   | Posizione massima |
| ----------------------------------- | ----------------- |
| Messico Airplay (billboard)         | 31                |
| Messico Español Airplay (billboard) | 11                |